# Rhein (molècula)
Rhein, també coneguda com a àcid càssic, és una substància de l'antraquinona natural que es troba en l'espècie de ruibarbre Rheum undulatum o Rheum palmatum i també en Cassia reticulata. El rhein s'ha reavaluat com un nou agent antibacterià contra Staphylococcus aureus el 2008.